# Sent Gençan
Sent Gençan (en francès Saint-Gence) és un municipi francès situat al departament de l'Alta Viena i a la regió de la Nova Aquitània.

## Demografia
| 1962                                       | 1968 | 1975 | 1982  | 1990  | 1999  | 2007  |
| ------------------------------------------ | ---- | ---- | ----- | ----- | ----- | ----- |
| 534                                        | 617  | 704  | 1.071 | 1.311 | 1.481 | 1.897 |
| Des de 1962: població sense dobles comptes |      |      |       |       |       |       |

## Administració
| Període   | Identitat      | Partit |
| --------- | -------------- | ------ |
| 2001-2008 | Roger Mérigaud | PS     |
| 2008-     | Alain Delhoume | PS     |